# Маунт-Плезент (цвинтар)
Кладовище Маунт-Плезент (Mount Pleasant Cemetery) — кладовище в Торонто (Онтаріо, Канада), національна історична пам'ятка Канади.

## Історія
Кладовище відкрито 4 листопада 1876 року як альтернативне іншим кладовищам в Торонто, що були виключно конфесіональними (англіканськими або римо-католицькими).
На кладовищі поховано більше 168 тисяч осіб.
У 2000 році кладовище внесено до Реєстру національних історичних пам'яток Канади.

## Меморіали
На кладовищі збудовано декілька меморіалів:
- у пам'ять про 118 пасажирів пароплава SS Noronic, які загинули під час пожежі 17 вересня 1949 року;

- в пам'ять про 167 віруючих церкви «Армія Спасіння», що загинули під час катастрофи пароплава «Empress of Ireland» 29 травня 1914 року;

- в пам'ять про жертв катастрофи рейсу 621 Air Canada на цвинтарі поховали всіх 109 осіб, що знаходились на борту Douglas DC-8;

- в пам'ять про мертвонароджених дітей та померлих дітей, батьків яких не вдалось встановити:

- на честь ветеранів 48 полку гірської піхоти, загиблих у Другій Бурській війні 1899—1902 рр.

## Військові поховання
На кладовищі є 231 військова могила. З них — 126 належить до часів Першої світової війни, 105 — Другої.

## Українські поховання
На кладовищі поховані поручник УГА і Армії УНР Степан (Стефан) Бігун та вояк дивізії «Галичина» Йосип Івах-Байда.[джерело?]